# تاریخ سینما در ایران

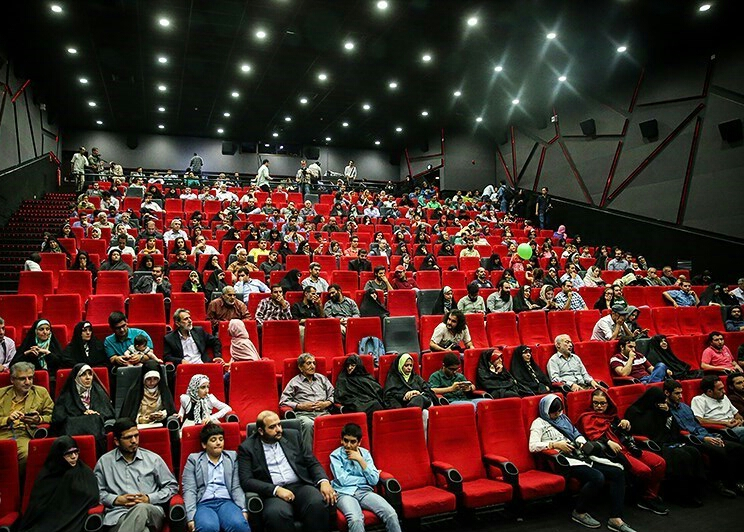
نمایی از تماشاگران در پردیس سینمایی کورش در تهران

سینمای ایران به صنعت سینما، فیلم و پویانمایی در ایران گفته می‌شود. سینمای ایران در چندین دوره، مورد ستایش جهان خارج بوده و دستاوردهایی نیز داشته‌است.
در دههٔ ۱۳۲۰ خورشیدی شرکت‌های سینمایی ایرانی پدیدار شدند و سینما میان مردم این کشور، همگانی‌تر شد. کم‌کم نوآوری‌هایی در سینماها پدیدار شد. در دههٔ ۱۳۴۰ پیشرفت‌های هنری در کشور به اوج رسیدند. برای نمونه در سال ۱۳۴۳ فروغ فرخزاد با ساخت فیلم مستند خانه سیاه است نخستین زنی شد که تک‌نفره یک فیلم ساخت.
در دههٔ ۱۳۴۰ سینمای فارسی‌زبان، یکی از دوره‌های اوج خود را تجربه کرد. فیلم‌هایی چون گنج قارون، گاو و قیصر در این دوران نمایش یافتند. همچنین شماری از فیلم‌ها که برای سینمای عامه‌پسند ایران ساخته می‌شدند به «فیلمفارسی» مشهور شدند. در همین دهه، بنیان‌گذاری کانون پرورش فکری کودکان و نوجوانان که نهادی برای پخش فیلم‌های کودکان بود، به فرصتی مناسب برای شکل‌گیری سینمای فرهنگی در ایران تبدیل شد. پیش از انقلاب ۱۳۵۷ افزون بر حضور قابل توجه فیلم‌های ایرانی در جشنواره‌های فیلم جهانی، این کشور خود نیز به میزبانی پراهمیت از رویدادهای بین‌المللی سینما در جهان، تبدیل شد. جشنواره جهانی فیلم تهران در دههٔ ۱۳۵۰ مهم‌ترین جشنوارهٔ سینمایی در آسیا و تنها جشنوارهٔ ردهٔ الف از دید فدراسیون بین‌المللی تهیه‌کنندگان در آسیا به‌شمار می‌رفت.
پس از انقلاب ۱۳۵۷ حکومت جدید، نخست، فیلم‌سازی را محدود کرد. سپس در صورت تبلیغ ارزش‌های اسلامی، به کارگردانان کمک مالی رساند. در حدود دههٔ ۱۳۷۰ شوق نخستین انقلابی با خواسته‌های میانه‌روی سیاسی و روابط بهتر با جهان غرب جایگزین شد و سینمای این کشور پیشرفت کرد. همچنین در این دوره، شماری از کارگردانان ایرانی که از ایران خارج شدند، به ساخت فیلم در خارج از کشور پرداختند. در دوره جمهوری اسلامی با انحصاری‌شدن سینما در دست دولت ایران و حذف‌شدن بخش خصوصی این کشور، محدودیت‌هایی سنگین به فیلم‌سازان اهل ایران تحمیل شد. سانسور پس از انقلاب ۱۳۵۷ چالشی جدی برای سینمای ایران شمرده شد. در ایران هر ساله روز ۲۱ شهریور به عنوان «روز سینما» گرامی داشته می‌شود.

## پیشینه

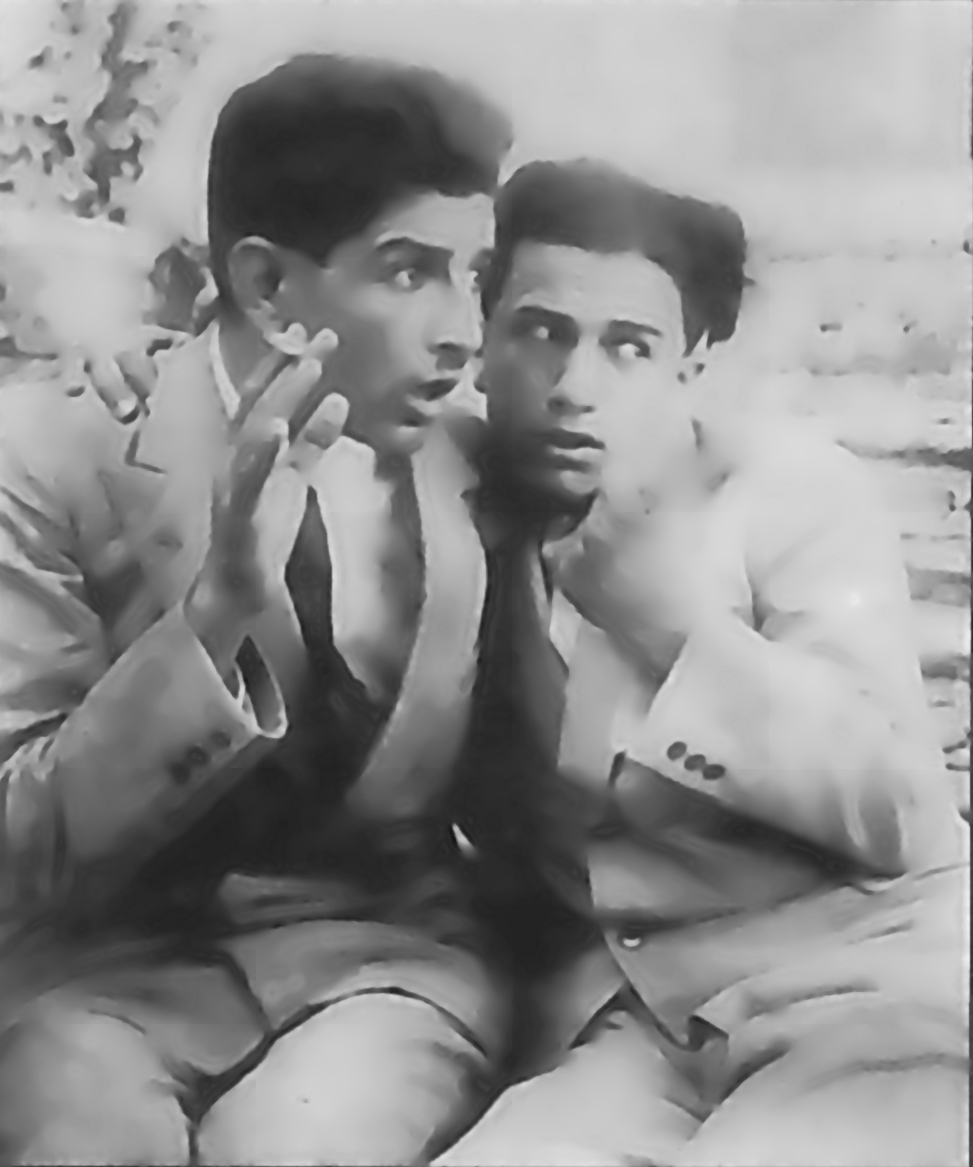
آبی و رابی (نخستین فیلم صامت ایرانی)

همان طور که در کتاب تاریخ سینمای مسعود مهرابی آمده است، ورود نخستین دوربین فیلم‌برداری (دستگاه سینماتوگراف) در زمان مظفرالدین‌شاه به سال ۱۲۷۹ هجری خورشیدی آغازگر تاریخ سینمای ایران است. مظفرالدین‌شاه در یکی از سفرهای خود به فرانسه از دستگاه سینماتوگراف خوشش آمد و به میرزا ابراهیم‌خان صحاف‌باشی دستور خریداری آن را داد. شاه که مجذوب کارناوال‌ها و جشنواره‌های فرنگی بود دستور داد تا از کارناوال اسناند فیلم برداشته شود و این نخستین تصاویری بود که سینماتوگراف ابتیاع شده ضبط کرد.
نخستین محل پخش فیلم در سال ۱۲۸۳ توسط ابراهیم خان صحاف‌باشی در خیابان چراغ گاز (خیابان امیرکبیر) افتتاح شد و در آن فیلم‌های کمدی کوتاه نمایش داده شد. اما نخستین سالن عمومی سینما توسط مهدی‌خان روسی در خیابان علاءالدوله (خیابان فردوسی) افتتاح شد. او پس از مدتی با اجاره بالاخانه‌ای در خیابان لاله‌زار، سالن سینمای خود را به آنجا برد.
نخستین سالن سینمای ایران را در سال ۱۲۷۹ (تنها ۵ سال پس از آنکه برادران لومیر سینما را اختراع کردند) با نام «سینما سولی» مبلغین مذهبی کاتولیک در شهر تبریز تأسیس کردند. اما این سینما به دلیل عدم دسترسی به فیلم‌های روز، در سال ۱۲۹۵ خورشیدی تعطیل شد.
تا سال ۱۳۰۹ خورشیدی، سینماهای ساخته شده به نمایش فیلم‌های غربی که در مواردی زیرنویس فارسی داشتند، می‌پرداختند. تا اینکه در این سال اوانس اوگانیانس نخستین فیلم بلند سینمایی ایران را به نام آبی و رابی ساخت.
نخستین فیلم ناطق فارسی، فیلم دختر لر است که اردشیر ایرانی آن را در سال ۱۳۱۲ خورشیدی ساخت.

### دهه‌های ۱۳۲۰ و ۱۳۳۰

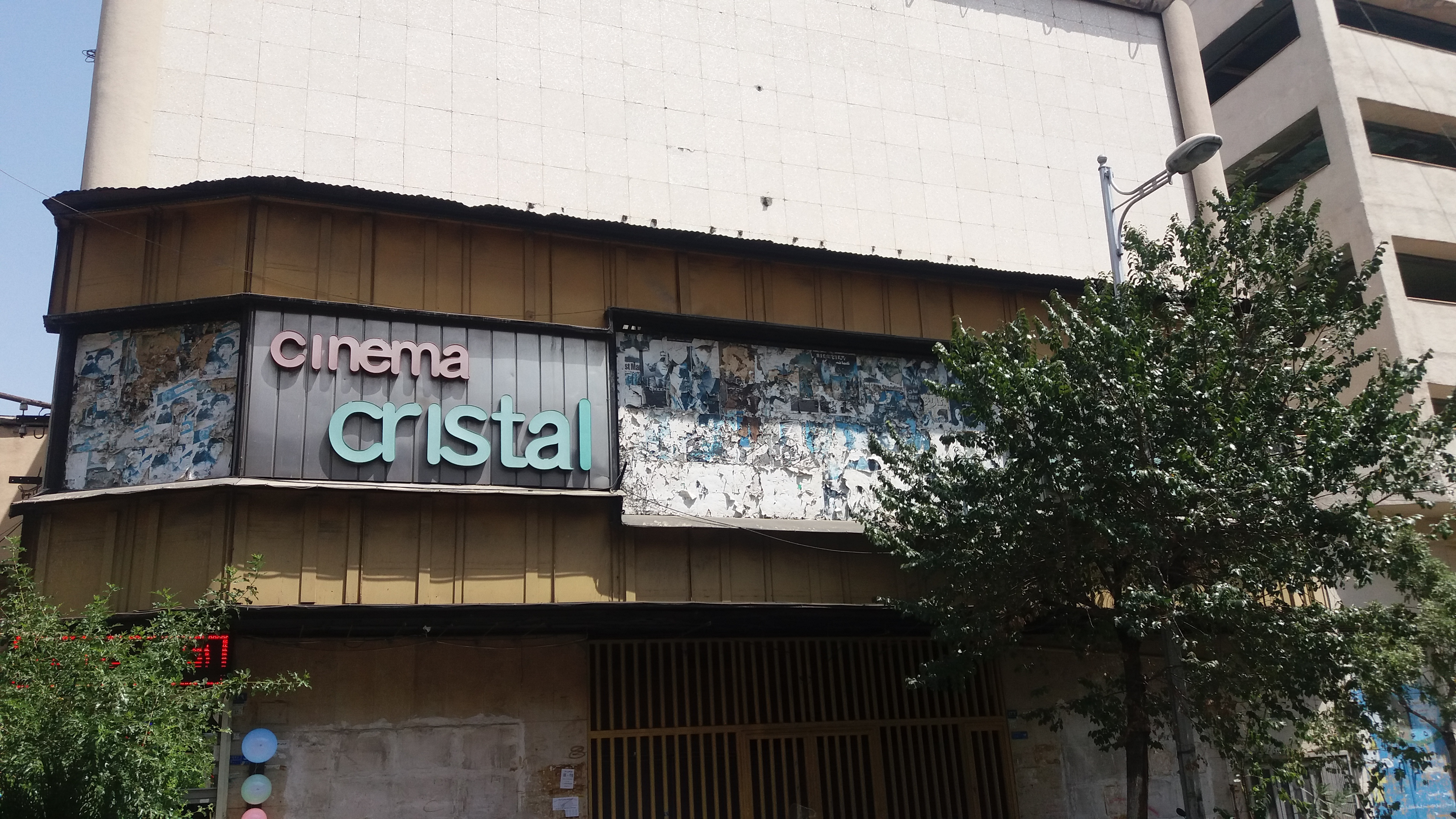
سینما کریستال از سینماهای قدیمی تهران که در خرداد ۱۳۲۴ تأسیس شد.

در دههٔ ۱۳۲۰ شرکت‌های سینمایی ایرانی پدیدار شدند و سینما میان مردم این کشور، همگانی‌تر شد.
در دههٔ ۱۳۳۰ پیشرفت سینمای این کشور ادامه یافت و در نمونه‌ای شهلا ریاحی با ساخت مرجان به نخستین کارگردان زن ایرانی تبدیل شد. در این دهه پویانمایی وارد ایران شد و نخستین تلاش‌های ساخت پویانمایی ایرانی، در ادارهٔ کل فرهنگ و هنرهای زیبای تهران صورت گرفت. نخستین فیلم کوتاه پویانمایی در ایران، توسط اسفندیار احمدیه با عنوان ملانصرالدین در ۱۳۳۶ ساخته شد.
اسماعیل کوشان، ساموئل خاچیکیان، هوشنگ کاووسی، فرخ غفاری فیلم‌سازان مطرح این دوره به‌شمار می‌آیند که از این میان اسماعیل کوشان در تثبیت جریان سینمای تجاری عامه‌پسند ایرانی موسوم به فیلمفارسی نقش عمده‌ای داشت.
نوآوری‌هایی نیز در سینماهای این دوره وجود داشتند. برای نمونه در نخستین روزهای خرداد ۱۳۲۴ سینما کریستال گشایش یافت. کریستال، این سینما نخستین سینما با صدای دالبی بود. در منابعی نیز گفته شده‌است که نزدیک یک سال پس از گشایش، نخستین فیلم خارجیِ دارای دوبله به فارسی در کریستال اکران شد.

### دهه‌های ۱۳۴۰ و ۱۳۵۰: گنج قارون و موج نوی سینمای ایران

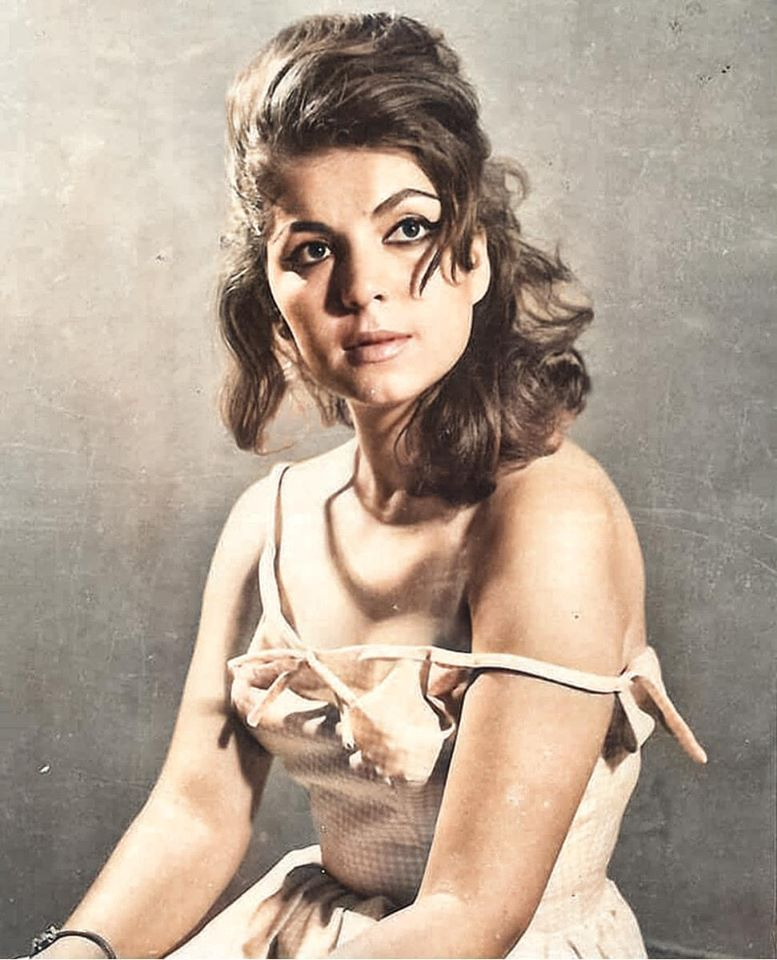
فروزان، ستارهٔ سینمای پیش از انقلاب که نام وی، تضمین‌گر فروش فیلم‌هایش بود.

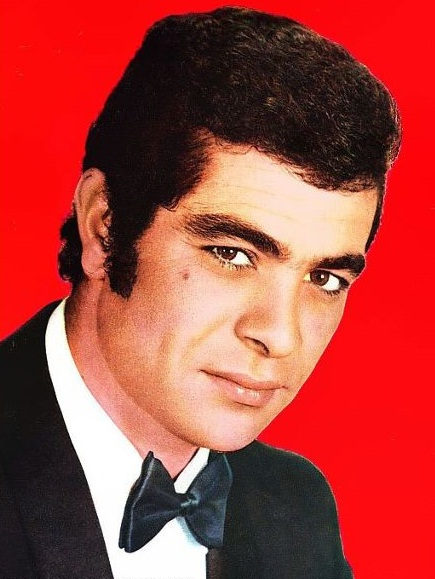
بهروز وثوقی که دستاوردهای داخلی و فرامرزی مهمی داشته‌است.

در دههٔ ۱۳۴۰ سینمای فارسی‌زبان، یکی از دوره‌های اوج خود را تجربه کرد. فیلم‌هایی چون گنج قارون، گاو و قیصر در این دوران نمایش یافتند.
به شکلی دقیق‌تر با نمایش گنج قارون در سال ۱۳۴۴ سینمای فیلمفارسی اوج خود را تجربه کرد و موجی از فیلم‌های «گنج قارونی» سینماهای ایران را درنوردید. در سال ۱۳۴۸ با پیدایش فیلم‌هایی چون گاو و قیصر جریان موج نوی سینمای ایران آغاز شد. در همین دهه، بنیان‌گذاری کانون پرورش فکری کودکان و نوجوانان که نهادی برای پخش فیلم‌های کودکان بود، به فرصتی مناسب برای شکل‌گیری سینمای فرهنگی در ایران تبدیل شد. همکاری یونسکو با این کانون به عنوان پخش‌کننده فیلم‌های کودکان در ایران که با فرستادن نورالدین زرین‌کلک به بلژیک عملی شد، اثری مهم بر بالابردن سطح فرهنگی کانون گذاشت. جریان فرهنگی شکل‌گرفته از سوی سینماگران پیش‌رو همراه با ایجاد کانون پرورش فکری و همچنین کاهش استقبال همگانی از عناصر سرگرم‌کننده‌ای مانند خشونت، سکس، و جاهل‌مسلکی در میان جوانان و به ویژه تحصیل‌کردگان ایران عواملی بودند که دست در دست هم، جریان نو و سازنده‌ای را در سینمای ایران طی سال‌های ۵۰ تا ۵۷ به وجود آوردند. سهراب شهید ثالث، بهرام بیضایی، عباس کیارستمی، خسرو سینایی، کامران شیردل، داریوش مهرجویی، ناصر تقوایی، مسعود کیمیایی، علی حاتمی، امیر نادری،فریدون گله، بهمن فرمان‌آرا، خسرو هریتاش، پرویز کیمیاوی و… از کسانی بودند که با بهانه‌های غیرتجاری نقشی درخور در این جریان داشتند و مقدمه‌هایی را ساختند تا سینمای ایران گام‌های مهمی در سال‌های پسین بردارد.
پیش از انقلاب ۱۳۵۷ افزون بر حضورهای قابل توجه فیلم‌های ایرانی در جشنواره‌های فیلم جهانی، این کشور خود نیز به میزبانی پراهمیت از رویدادهای بین‌المللی سینما در جهان، تبدیل شده‌بود. جشنواره جهانی فیلم تهران در دههٔ ۱۳۵۰ مهم‌ترین جشنوارهٔ سینمایی در آسیا و تنها جشنوارهٔ ردهٔ الف از دید فدراسیون بین‌المللی تهیه‌کنندگان در آسیا به‌شمار می‌رفت. پیش از انقلاب ۱۳۵۷ برای هر ۷۰ هزار نفر یک سینما وجود داشت.
تا پیش از انقلاب ۱۳۵۷ بیشتر مردم ساکن روستاها و شهرهای کوچک ایران که دارای تعصب‌های مذهبی بودند، هرگز به سالن‌های سینما نرفتند و گونه‌ای تحریم دینی ضد سینمای ایران وجود داشت. در نمونه‌ای اما در شهری مذهبی چون قم، در سال ۱۳۴۷ سینمایی نوین گشایش یافت. اما تنها چند روز در برابر مذهبیون دوام آورد. مردم متعصب این شهر با تحریک ملایان شیعه به این سینما ریخته و به غارت آن پرداختند. اما پس از انقلاب، این تحریم مذهبی ضد سینما حذف شد.

### جمهوری اسلامی

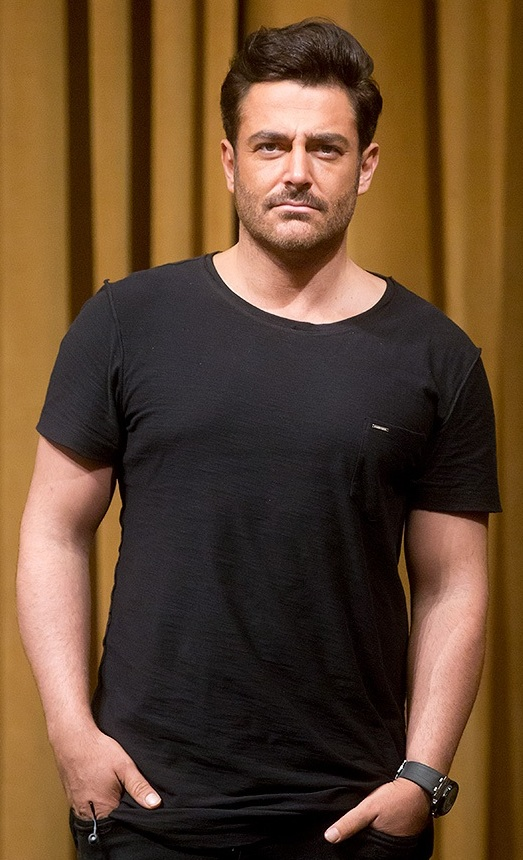
محمدرضا گلزار از ستارگان پس از انقلاب که گرانترین هنرپیشهٔ سینمای ایران در سال ۱۳۹۶ بود.

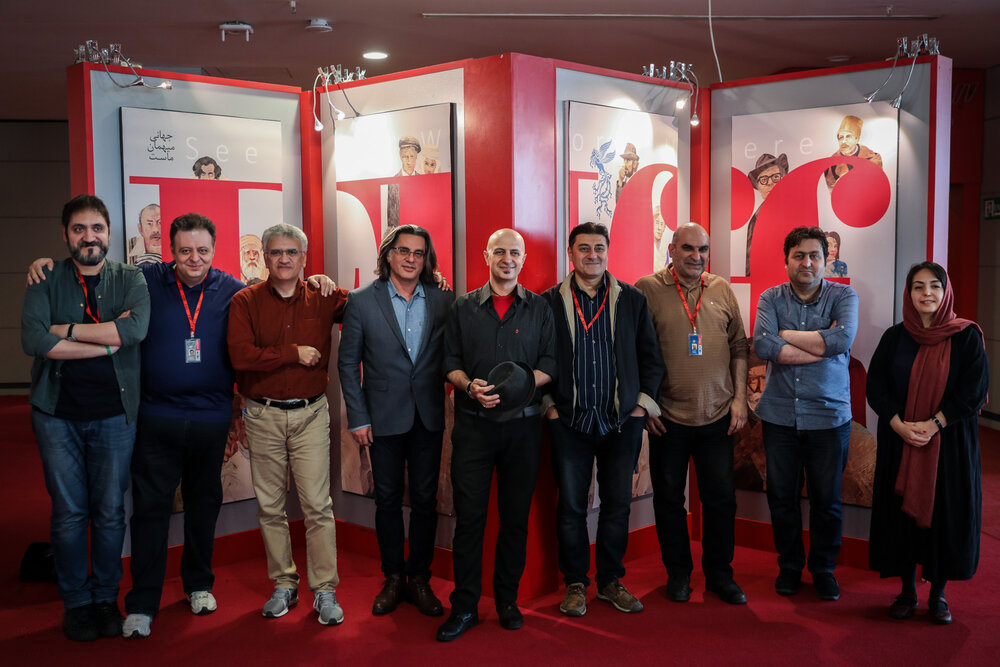
منتقدان فیلم ایرانی در سی‌وهفتمین جشنواره جهانی فیلم فجر (اردیبهشت ۱۳۹۸)

بسیاری از مردم و سینماگران باور داشتند که با سرنگونی پادشاهی و آمدن حکومتی مذهبی، سینمای ایران نیز برای همیشه برچیده می‌شود. در واقع پس از پیروزی انقلاب اسلامی بحث بر سر بودن یا نبودن سینما مطرح بود. اساسا سینمایی وجود نداشت. جابجایی دستگاه ویدیو قاچاق و نگهداری آن جرم محسوب می‌شد. در آغاز دهه ۱۳۶۰ با تولد نشریه‌ایی با نامه ماهنامه فیلم و تاثیر آن بر نسل‌های پس از خود تاثیر انکارناپذیری در حیات و تداوم سینما در ایران داشت. مسعود مهرابی ده سال و تا شماره ۸۹ با دریافت مجوزهای تک شماره با چاپ و انتشار مجله فیلم در دورانی که نه سینمایی وجود داشت و نه فیلمی خوراک فرهنگی مردم را فراهم می‌کرد به گسترش فرهنگ سینما می‌پرداخت. از نسل این نشریه بسیاری از سینماگران و منتقدان مطرح پس از انقلاب، زاده شدند و سینمای ایران دوباره، زاده شد. در کل پس از انقلاب ۱۳۵۷، سینمای این کشور تا چندین سال، گرفتار سردرگمی شده بود. به‌طور کلی رابطه میان سینماگران ایران با جمهوری اسلامی از انقلاب ۱۳۵۷ بسیار پیچیده بوده‌است. این رابطه در دوران گوناگون، حالت‌هایی گوناگون نیز داشت. گاه حالت اعتراضی گرفت، گاه با گونه‌ای انفعال همراه شد و گاه نیز با مذاکره پیش رفت و با وجود داشتن چالش‌هایی با سیاست و نظر مسئول‌های سینمایی، در پایان به پذیرش اصول و ادامه یافتن فعالیت در چهارچوب مورد نظر مسئولان نظام جمهوری اسلامی منجر شد. در این دوره با انحصاری‌شدن سینما در دست دولت ایران و حذف‌شدن بخش خصوصی، محدودیت‌هایی سنگین به فیلم‌سازان اهل ایران تحمیل شد. سانسور پس از انقلاب ۱۳۵۷ چالشی جدی برای سینمای ایران شمرده شد. امنیتی‌شدن فضای سینما، بخش‌بندی سینماگران به «خودی» و «غیرخودی» و مبارزه با نهادها و اتحادیه‌های صنفی نیمه‌مستقلی چون خانه سینما از دیگر چالش‌های این دوره هستند. به شکلی دقیق‌تر، پس از انقلاب ۱۳۵۷ نظام جمهوری اسلامی، نخست فیلم‌سازی را محدود کرد. سپس در صورت تبلیغ ارزش‌های اسلامی، به کارگردانان، کمک مالی رساند. با این حال مردم علاقهٔ کمی نشان دادند و این دوران از فیلم‌سازی با محوریت مستقیم ایدئولوژی، دوام نیاورد. کمی بعد، فیلم‌هایی که به جنگ ایران و عراق می‌پرداختند و فیلم‌هایی که بیان‌گر مدارای بیشتر با ارزش‌های اسلامی بودند، جایگاه خود را به‌دست آوردند. استقرار مذهبی، عموماً تقلید از فیلم‌های غربی را ناپسند ساخت و سازوار کردن داستان‌های باستانی، قومی و مذهبی غربی و شرقی را تشویق کرد؛ مشروط بر آنکه دلواپسی‌های معاصر ایران را بازتاب دهند و محدودیت‌های اسلامی وضع‌شده را محترم شمارند.
در حدود دههٔ ۱۳۷۰ شوق نخستین انقلابی با خواسته‌های میانه‌روی سیاسی و روابط بهتر با جهان غرب جایگزین شد. صنعت فیلم‌سازی ایران با جشنواره‌های فیلم ایرانی (همچون جشنواره فیلم فجر) که هر ساله به شکل جهانی برگزار می‌شوند، به یکی از بهترین‌های نوع خود در جهان تبدیل شد. کارگردانانی چون بهرام بیضایی، عباس کیارستمی، محسن مخملباف و داریوش مهرجویی فیلم‌هایی را تولید کرده‌اند که جوایز قابل توجهی را در جشنواره‌های بین‌المللی به سمت خود کشاندند. همچنین نسل تازه‌ای از کارگردانان زن ایرانی مانند رخشان بنی‌اعتماد و تهمینه میلانی پدید آمد. در فهرست سال ۲۰۱۷ برترین فیلم‌سازان سدهٔ ۲۱ میلادی از متاکریتیک، جعفر پناهی (با فیلم‌هایی چون دایره و تاکسی) در ردهٔ ۵، اصغر فرهادی (با فیلم‌هایی چون جدایی نادر از سیمین و فروشنده) در ردهٔ ۸، عباس کیارستمی (با فیلم‌هایی چون طعم گیلاس و کپی برابر اصل) در ردهٔ ۲۰ و بهمن قبادی (با فیلم‌هایی چون زمانی برای مستی اسب‌ها و لاک‌پشت‌ها هم پرواز می‌کنند) در در ردهٔ ۲۵ جای داشتند. با همه اینها واکنش رسانه‌های ایرانی به اخبار دریافت جوایز سینمایی توسط ایرانیان، شامل اتهام «سیاه‌نمایی» می‌شود و ملاحظات جشنواره‌ای کارگردانان، مورد بحث بوده‌است. هم‌اکنون در پویانمایی در ایران در حال پیشرفت است و افزون بر پویانمایی‌های کوتاه، انواع مجموعه (همانند پهلوانان و شکرستان) و فیلم بلند پویانمایی (همانند تهران ۱۵۰۰ و فیلشاه) ساخته شدند.
گزارشی در سال ۱۳۹۴ که در روزنامه دنیای اقتصاد منتشر شد، می‌گفت که «با وجود کاهش روند فروش فیلم‌ها در چند سال اخیر، اما هنوز بسیارند کارشناسانی که اعتقاد دارند سینمای ایران سرزنده و محبوب است.»

## مخاطبان
فروش سینمای ایران در یازده ماه ۱۳۹۸، ۲۹۳ میلیارد و ۸۱۳ میلیون و ۳۹۰ هزار تومان بوده‌است و در طول این دوره، ۲۵ میلیون و ۷۱۷ هزار و ۲۴۲ تن، فیلم‌های اکران‌شده را تماشا کردند.

## پیشینه چالش‌ها

### دوران جمهوری اسلامی

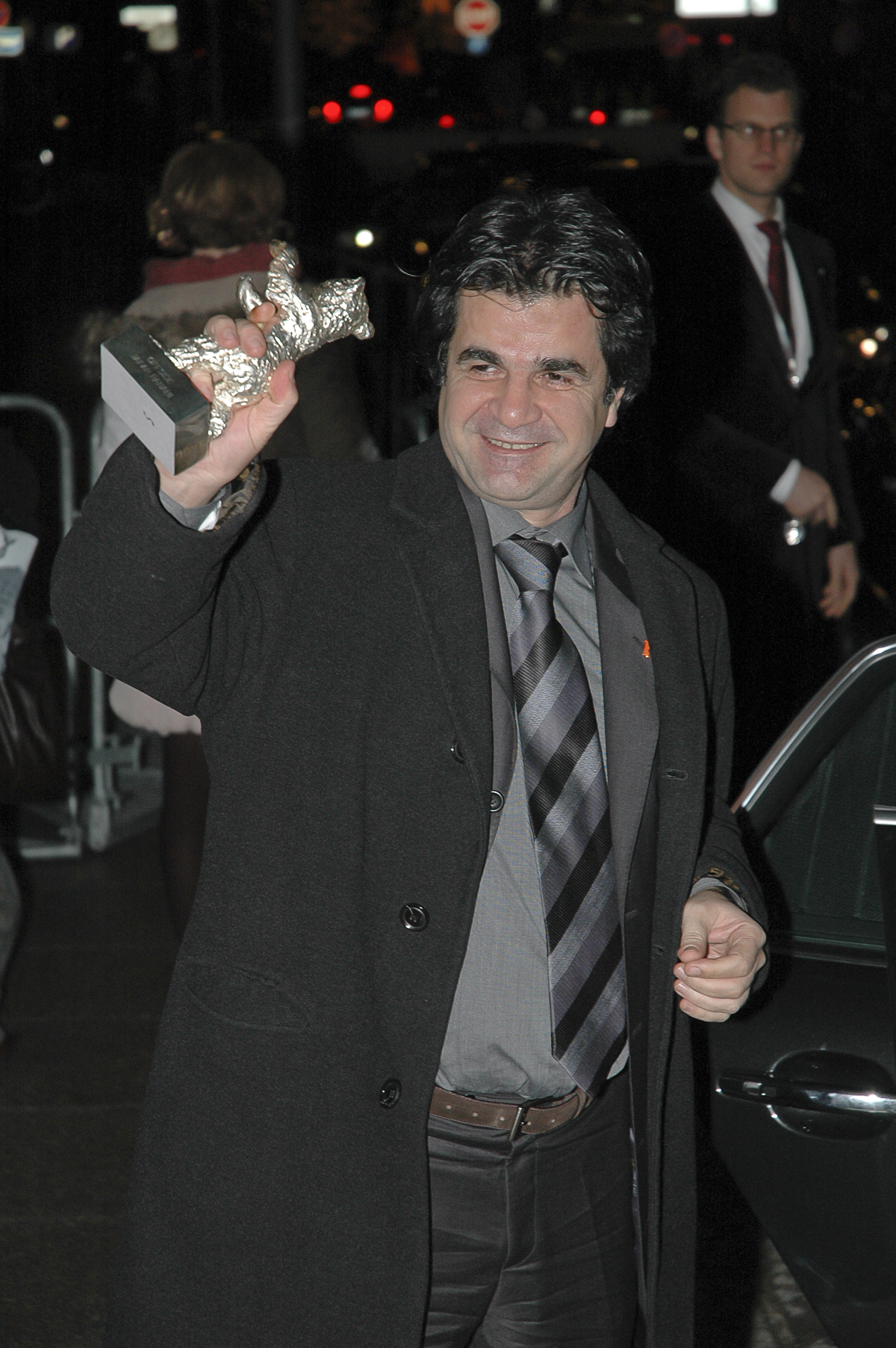
جعفر پناهی پس از ساخت فیلمی دربارهٔ اعتراضات ۱۳۸۸ افزون بر ممنوع‌الخروجی از ایران، از کار فیلم‌سازی نیز منع شد.

به دنبال انقلاب فرهنگی، روح‌الله خمینی انقلاب فرهنگی را به روشنی اعلام کرد: «ما همهٔ نشریات، رادیو و تلویزیون و سینماها را از فساد پاک خواهیم کرد. همه چیز باید در خدمت اسلام باشد.» کمی بعد، معلوم شد که جمهوری اسلامی می‌خواهد سینما را نیز کاملاً زیر سلطهٔ خود داشته باشد و فیلم‌سازان دگراندیش، در سینمای آیندهٔ ایران جایی ندارند. موجی از پاکسازی انقلابی در همگی رشته‌های هنری ایران پدیدار شد و بسیاری از هنرمندان، به همکاری با دودمان پهلوی متهم شدند.
در دوران جمهوری اسلامی، پیش آمده‌است که نیروهای تندرو، در مخالفت با نمایش حتی فیلمی که کارهای قانونی آن طی شده و مجوز اکران وزارت ارشاد نیز دارد، دست به اعتراض بزنند و از نمایش آن پیشگیری کنند. یورش تندروها در مواردی باعث نگرانی میان بازیگران و سینماگران ایرانی این دوره بوده‌است.
در اردیبهشت ۱۴۰۰ محمدعلی سجادی، کارگردان، فیلم‌نامه‌نویس، تهیه‌کننده در گفت‌وگو با ایلنا اعلام داشت که: «ما یک ممیزی داریم و یک سیستم ایدئولوژیک داریم که در این چهار دهه نمی‌دانسته با سینما چه کند. در حقیقت هم دلش می‌خواست آن را حفظ کند و هم دلش می‌خواهد سر به تنش نباشد… بزرگترین مشکل سینما این است که عده‌ای سفارش‌دهنده هستند… سینمای ما در دست ارگان‌های دولتی و نظامی است.»

#### چالش حجاب اسلامی و برخورد با جنس مخالف
موضوع حجاب کاراکترهای زن در سینمای ایران در تنهایی یا در حضور محارم، از هنگام اجباری‌سازی حجاب اسلامی پس از انقلاب ۱۳۵۷ به یکی از دغدغه‌های اصلی کارگردان‌ها و تهیه‌کنندگان ایران تبدیل شد. شماری از فیلم‌های ایرانی که در یک تا دو سال پس از انقلاب اسلامی به ساخت رسیدند، چون هنوز حجاب اجباری نشده بود، با همان روش پیش از این انقلاب فیلمبرداری شدند. اما هنگامی که فیلم‌ها برای اکران رفتند، حجاب تبدیل به خط قرمز سینمای جمهوری اسلامی شد و بسیاری از این فیلم‌ها از جمله مرگ یزدگرد توقیف شدند. گروهی از کارگردان‌های ایرانی اعلام کردند که برای تماشاگر فیلم، به هیچ وجه طبیعی و باورپذیر نیست که زنان با روسری خوابیده و جلوی شوهر یا پدرشان در خانه، حجاب کامل داشته باشند. در کل، پس از انقلاب تلاش شد تا پوشش سر زنان در فیلم‌ها طبیعی جلوه داده شوند.
کارگردانان ایرانی اما راه‌هایی برای گریز از حجاب اجباری داشته‌اند و در نمونه‌ای از گونه‌هایی از کلاه بهره بردند. پس از انقلاب ۱۳۵۷ با محدودیت‌های شرعی و عرفی که برای طبیعی نشان‌دادن نقش زن مانع‌هایی ساخته بودند، بهره‌گیری از بازیگران زن‌پوش (مرد) در سینما و تئاتر مطرح شد. چرایی بازی کردن مردها در نقش زن در سینمای پس از انقلاب ۱۳۵۷ شامل موارد وابسته به حجاب و برخورد بدنی با مردان بوده‌است. برخورد فیزیکی زنان با مردان یکی از چالش‌های قابل توجه در دوران جمهوری اسلامی بوده‌است. بر پایهٔ فتوا (بیان حکم اسلامی توسط فقیه) مراجع تقلید شیعه، دیدن موی زن توسط مردان نامحرم، حرام است. با توجه به این فتوای عمومی میان مراجع، گاهی کارگردانان برای آن که به شخصیت زن فیلم خود روسری نپوشانند، موی او را کامل تراشیده‌اند. کلاه‌گیس نیز کم‌کم به ترفندی برای حذف حجاب تبدیل شد. اما مسئولان فرهنگی دورهٔ جمهوری اسلامی گفتند که کلاه‌گیس نمی‌تواند یک ترفند برای دور زدن حجاب شود. گروهی از کارگردان‌های ایرانی نیز با دستکاری تدوین و فیلمنامه به گونه‌ای تغییر ایجاد کرده‌اند که چالش‌های حجاب را دور بزنند. عباس کیارستمی گفت در دورهٔ فیلمسازی در ایران یادگرفته بود که چگونه از سانسورها پیشگیری کند. او فیلم‌نامهٔ خود را به روشی می‌نوشت که نیاز نشود یک زن را تنها در خانه یا در کنار همسرش نمایش دهد که حجاب نیز داشته باشد.

## پیشینه حضور زنان
بنیان‌گذاری‌های انقلابی پس از انقلاب ۱۳۵۷ از جمله دادگاه انقلاب با داشتن اختیارات نامحدود به تشکیل پروندهٔ قضایی برای بیشتر بازیگرها و خوانندگان زن پیش از این انقلاب دست زدند. آنها که از دستورهای دینی اثر گرفته بودند، صرفِ بودن بی‌حجاب زن‌ها در آثار هنری را جرم دانستند و برای آن گروه از زنان که در شماری از فیلم‌های دارای صحنه‌هایی چون هم‌آغوشی و برهنگی بودند، حکم‌هایی در اندازهٔ اعدام قائل می‌شدند. در مواردی نیز درخواست شد که دارایی خود را ببخشند. پاکسازی تقریباً همهٔ بازیگران زن مهم سینمای پیش از این انقلاب به جز کسانی همانند پروانه معصومی، شهلا ریاحی، حمیده خیرآبادی، مهین شهابی، فخری خوروش و جمیله شیخی بعدها با نقدهایی در رسانه‌ها روبرو شد.
بر پایهٔ گزارشی در دویچه وله فارسی، نظام جمهوری اسلامی تلاش کرد تا از کارزار «اخلاقی» ضد «زن کافه» که در جامعهٔ ایران نیز دارای چهره‌ای منفی بود، نهایت بهره‌گیری تبلیغاتی را داشته باشد. رسانه‌های دولتی این دوره «زن کافه» را الگوی زنان مدرن و آگاه به‌شمار آوردند و در سویی دیگر، آن را مقابل «زن شایستهٔ مسلمان» گذاشتند. در نخستین محصول‌های سینمای اسلامی که از سال ۱۳۶۰ ساختشان آغاز شد، تقریباً نشانی از زن‌های جامعه، دیده نمی‌شد. اما کمی بعد، جمهوری اسلامی زنان را برای نمایش الگوی شایسته، دوباره وارد سینما کرد. بر پایهٔ همین گزارش، «این موجود نه از گوشت و پوست، بلکه از مشتی ارزش‌های کلی «اخلاقی» ساخته شده‌است. بیش از آنکه انسانی زنده باشد، الگوی رفتار و اسوهٔ اخلاق است. زن باید آیت پاکدامنی و مهربانی و فداکاری باشد و سنگین‌ترین سختی‌ها و بی‌عدالتی‌ها را با بردباری تحمل کند.»